# Protaetia aeruginosa
Protaetia aeruginosa är en skalbaggsart som beskrevs av Dru Drury 1770. Enligt Catalogue of Life ingår Protaetia aeruginosa i släktet Protaetia och familjen Cetoniidae, men enligt Dyntaxa är tillhörigheten istället släktet Protaetia och familjen bladhorningar. Arten har ej påträffats i Sverige. Inga underarter finns listade i Catalogue of Life.

## Bildgalleri

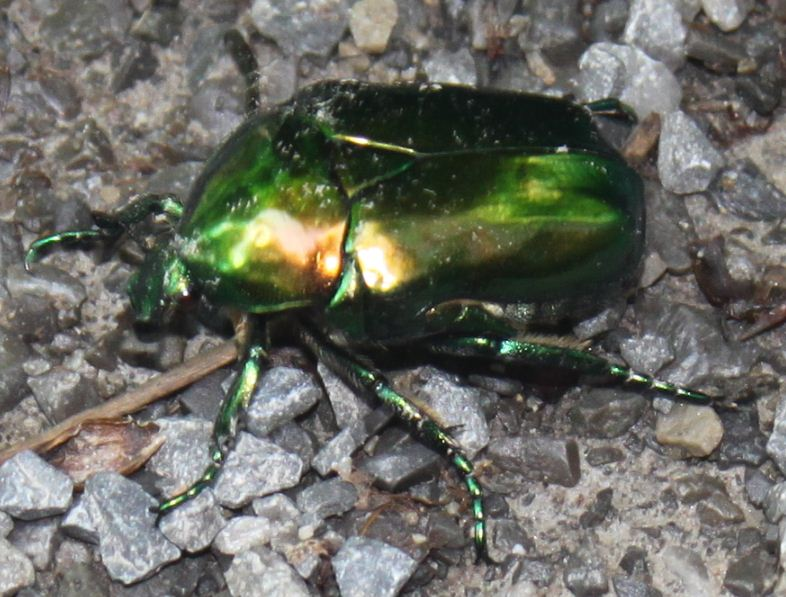
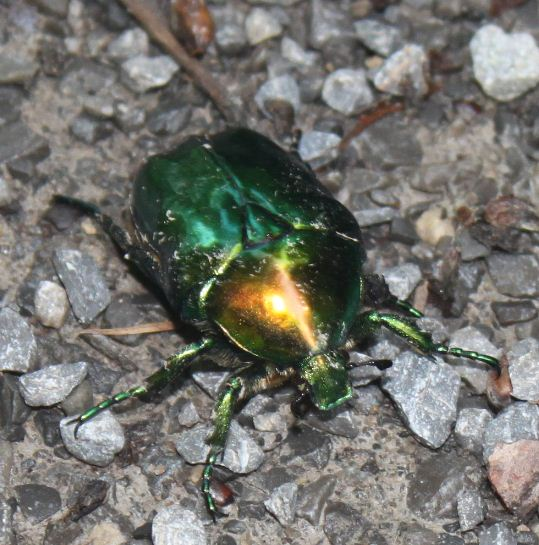
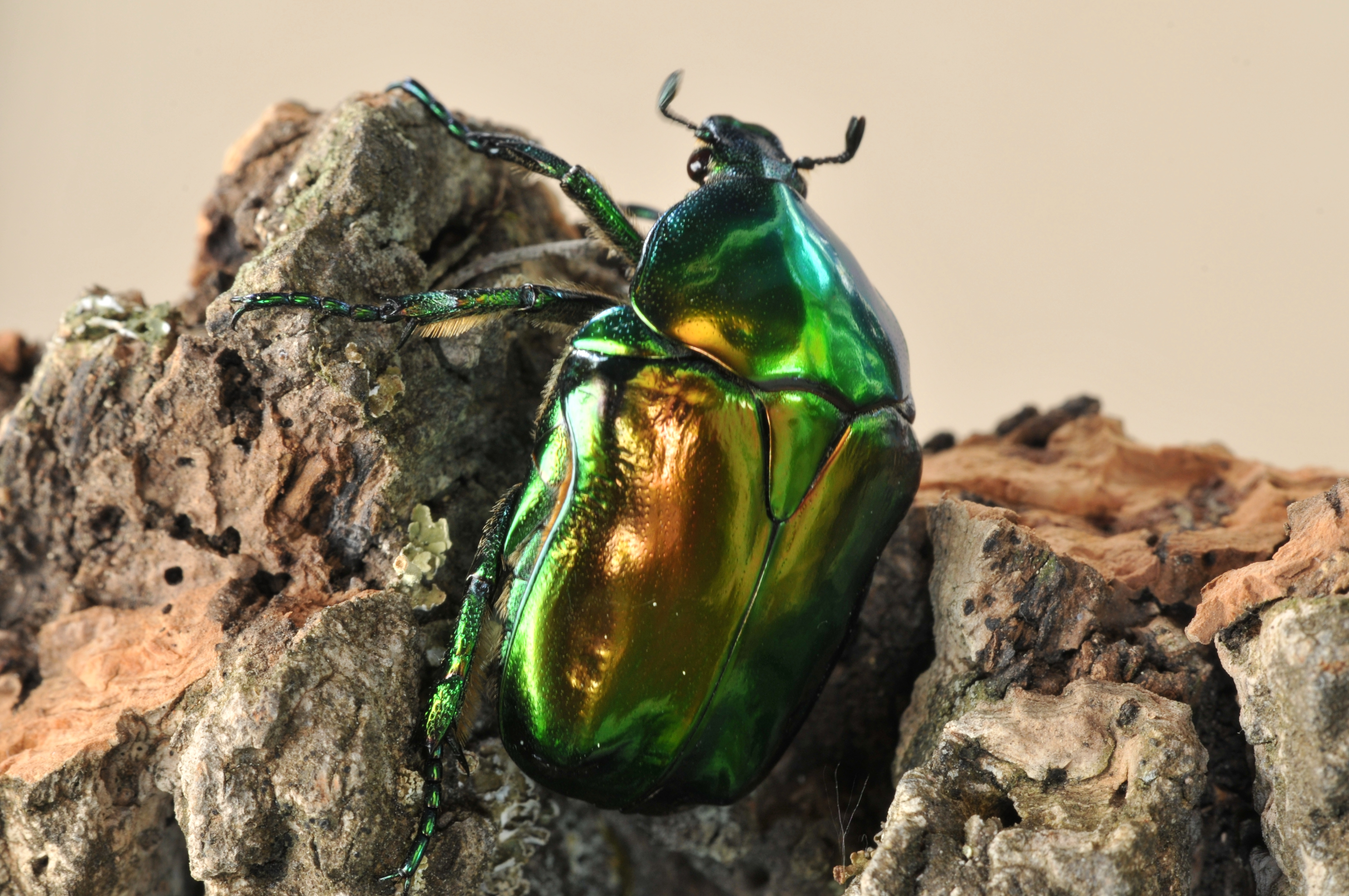
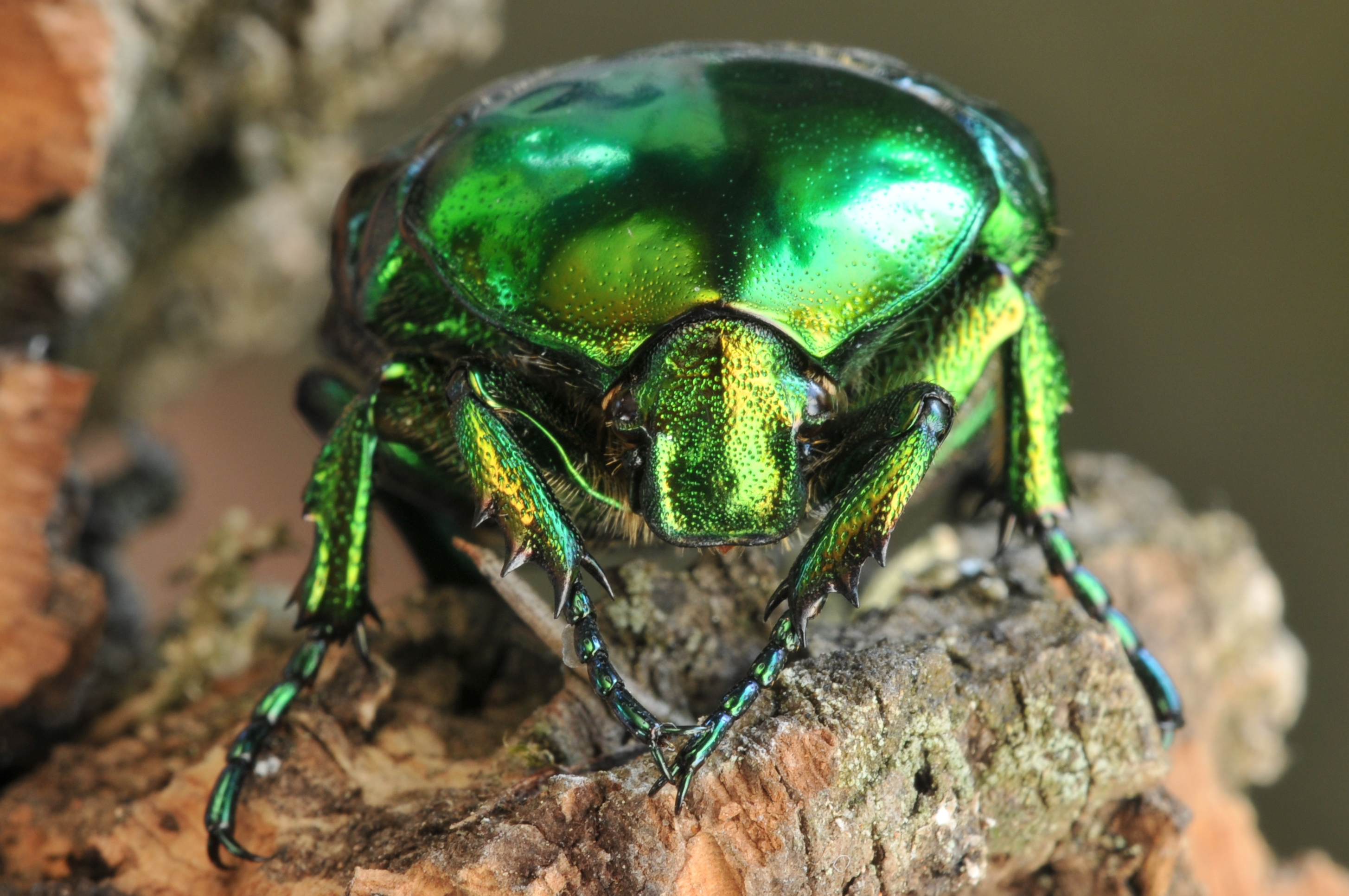
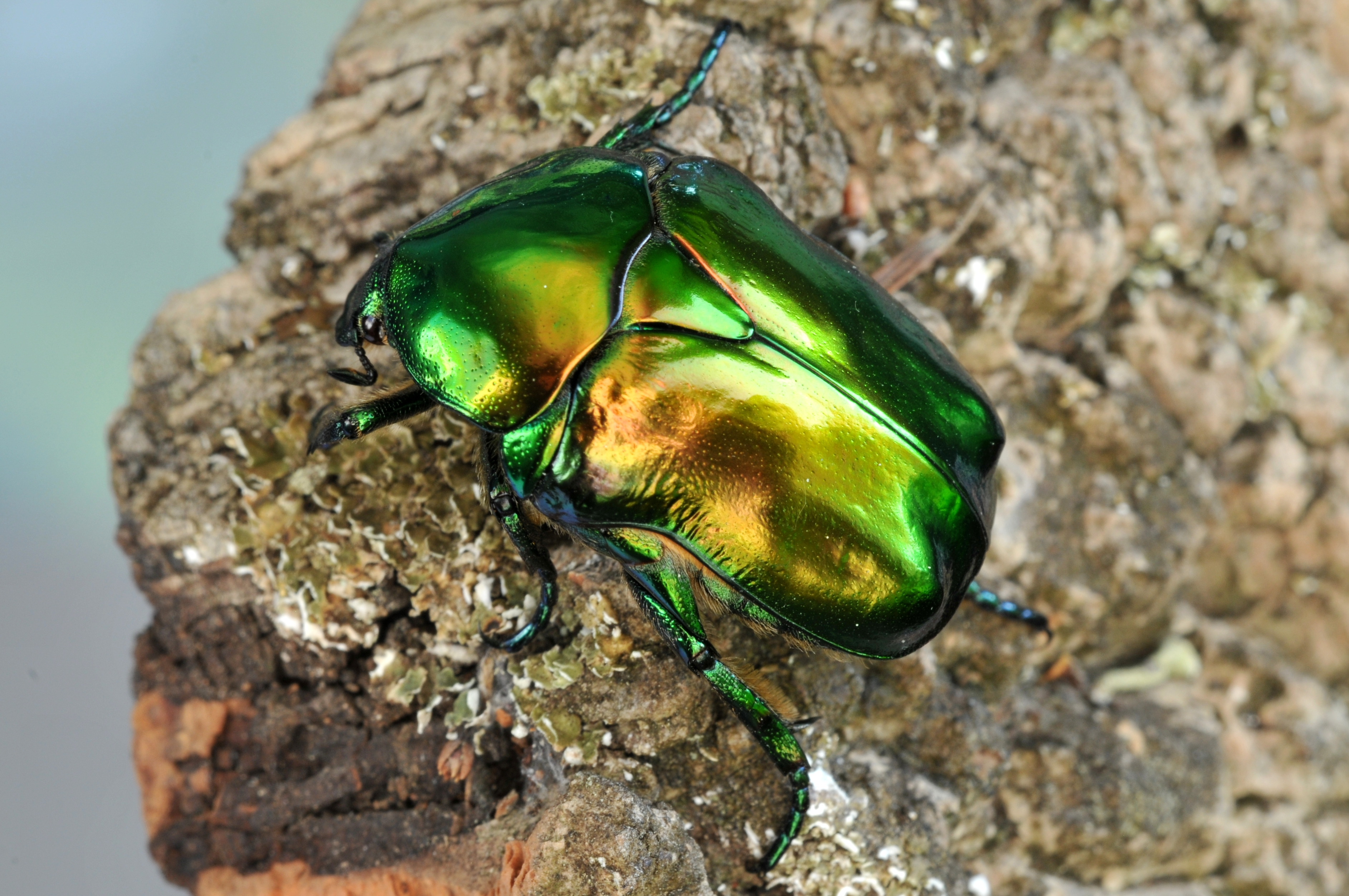
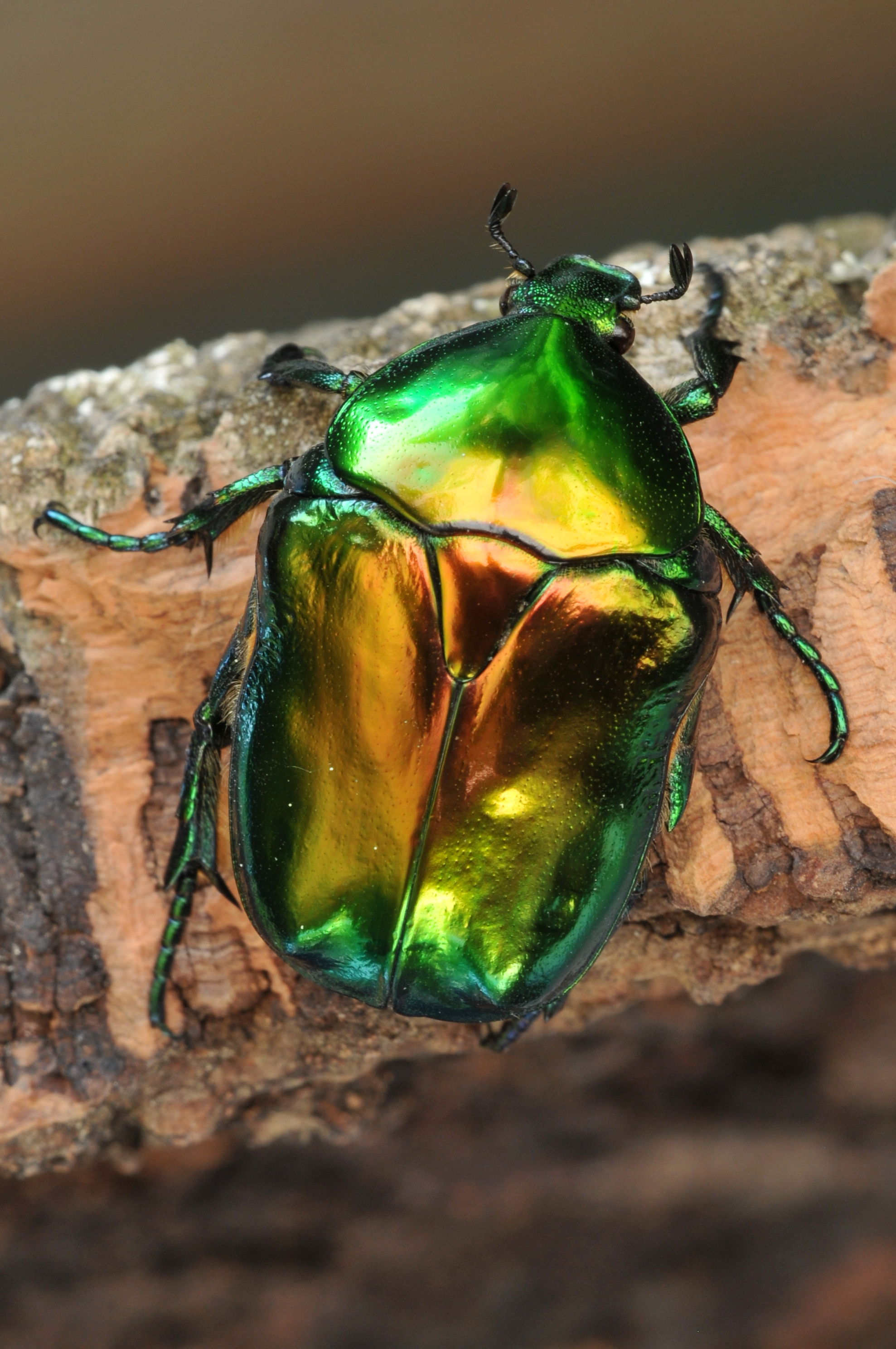